# Agrostis semi-nuda
Agrostis semi-nuda é uma espécie de gramínea do gênero Agrostis, pertencente à família Poaceae.